# Studio Trigger
Trigger Inc. (株式会社トリガー, Kabushiki kaisha Torigā), estilizado como TRIGGER e conhecido como Studio Trigger, é um estúdio de animação japonês fundado pelos funcionários da  Gainax, Hiroyuki Imaishi e Masahiko Ohtsuka em agosto de 2011.

## Empresa
Trigger foi fundada em 22 de Agosto de 2011 por Hiroyuki Imaishi e Masahiko Ohtsuka após terem saído da Gainax. O nome do estúdio e o site oficial foram revelados em Outubro de 2011. Após servir de assistente em várias series, Trigger lançou seu primeiro curta, Little Witch Academia, e também desenvolveu seu primeiro anime, Kill la Kill, que foi ao ar em Outubro de 2013 a Março de 2014. Em 8 de Julho de 2013 Trigger lançou no Kickstarter um projeto para coletar fundos para o segundo curta de  Little Witch Academia. O projeto arrecadou $150,000 em apenas cinco horas, e no final alcançou o total de $625,518. Em 11 de Março de 2014 foi anunciado á adaptação de Inou-Battle wa Nichijou-kei no Naka de. Em 15 de maio de 2019, em conjunto com a XFLAG, o filme Promare foi lançado.

## Trabalhos

### Filmes
- Little Witch Academia 2 (2015) - Produção[3]
- Promare (2019) - Produção

### Televisão
- BNA: Brand New Animal (9 de Abril de 2020 - 6 de Maio de 2020) - Produção
- SSSS.Gridman (7 de Outubro de 2018 - 21 de Dezembro de 2018) - Produção
- Darling in the Franxx (12 de Janeiro de 2018 - 7 de Julho de 2018) - (Co-Produçao Junto Com A-1 Pictures)
- Little Witch Academia (9 de Janeiro de 2017 - Junho de 2017) - Produção
- Kiznaiver (9 de Abril de 2016 - 25 de Junho de 2016) - Produção
- Space Patrol Luluco (1 de Abril de 2016 - 24 de Junho de 2016) - Produção
- Inou-Battle wa Nichijou-kei no Naka de (7 de Outubro de 2014 – 22 de Dezembro de 2014) - Produção[7]
- Kill la Kill (4 de Outubro de 2013 – 28 de Março de 2014) - Produção[5]

### OVAs
- Inferno Cop (25 de Dezembro de 2012 – 19 de Março de 2013) - Produção[8] (ONA)
- Little Witch Academia (2 de Março de 2013) - Produção[9] (OVA)
- Inferno Cop 2 (TBA) - Produção[8] (ONA)
- Sex and violence with machspeed (20 de Março de 2015) - Produção (ONA)
- Ninja Slayer (Abril de 2015) - Produção[10] (ONA)

### Outros
- Black Dynamite (2014) - Animação da abertura da segunda temporada[11]
- Project X Zone (11 de Outubro de 2012) - Animação da abertura[12] (Video game)
- OK K.O.! Vamos Ser Heróis (2017) - Animação da abertura